# Primera División de Chile
Primera División del Fútbol Professional Chileno eller bare Primera División de Chile er den bedste fodboldrække i Chile, hvori klubberne spiller om det chilenske mesterskab. Turneringen arrangeres af Chiles fodboldforbund og har været afholdt siden 1933. Ligaen er, ifølge det af FIFA anerkendte fodboldstatistik-site IFFHS, den 19.-stærkeste fodboldliga i verden pr. 2013.
Som i så mange andre latinamerikanske lande kåres der i den chilenske liga en mester hvert halve år, i modsætning til den europæiske model med én mester pr. år. Hvert efterår spiller holdene om Torneo Aperture (Åbningsturneringen), mens der om foråret spilles om Torneo Clausura (Afslutningsturneringen). Begge turneringer spilles over 17 kampe, hvor hvert hold møder hinanden én gang. Nedrykning til den næstbedste række, Primera B de Chile, bliver dog udregnet over begge turneringer.
Halvårsmesterskabet blev indført i 2002 (med en enkelt prøve-sæson i 1997). Inden da havde der fra 1933-2001 været spillet et helårsmesterskab baseret på kalenderåret.
Det mest succesfulde hold er Colo-Colo, der har vundet hele 30 mesterskaber.

## Vindere
Følgende er en liste over de chilenske fodboldmestre, siden ligaen blev professionel i 1933:

### 1931-1966
- 1933: Magallanes
- 1934: Magallanes
- 1935: Magallanes
- 1936: Audax Italiano
- 1937: Colo-Colo
- 1938: Magallanes
- 1939: Colo-Colo
- 1940: Universidad de Chile
- 1941: Colo-Colo
- 1942: Santiago Morning
- 1943: Unión Española
- 1944: Colo-Colo
- 1945: Green Cross
- 1946: Audax Italiano
- 1947: Colo-Colo
- 1948: Audax Italiano
- 1949: Universidad Católica
- 1950: Everton
- 1951: Unión Española
- 1952: Everton
- 1953: Colo-Colo
- 1954: Universidad Católica
- 1955: Palestino
- 1956: Colo-Colo
- 1957: Audax Italiano
- 1958: Santiago Wanderers
- 1959: Universidad de Chile
- 1960: Colo-Colo
- 1961: Universidad Católica
- 1962: Universidad de Chile
- 1963: Colo-Colo
- 1964: Universidad de Chile
- 1965: Universidad de Chile
- 1966: Universidad Católica
- 1967: Universidad de Chile
- 1968: Santiago Wanderers
- 1969: Universidad de Chile
- 1970: Colo-Colo
- 1971: Unión San Felipe
- 1972: Colo-Colo
- 1973: Unión Española
- 1974: Huachipato
- 1975: Unión Española
- 1976: Everton
- 1977: Unión Española
- 1978: Palestino
- 1979: Colo-Colo
- 1980: Cobreloa
- 1981: Colo-Colo
- 1982: Cobreloa
- 1983: Colo-Colo
- 1984: Universidad Católica
- 1985: Cobreloa
- 1986: Colo-Colo
- 1987: Universidad Católica
- 1988: Cobreloa
- 1989: Colo-Colo
- 1990: Colo-Colo
- 1991: Colo-Colo
- 1992: Cobreloa
- 1993: Colo-Colo
- 1994: Universidad de Chile
- 1995: Universidad de Chile
- 1996: Colo-Colo
- 1997: (Apertura) Universidad Católica
- 1997: (Clausura) Colo-Colo
- 1998: Colo-Colo
- 1999: Universidad de Chile
- 2000: Universidad de Chile
- 2001: Santiago Wanderers

### 2002- (Halvårsmesterskabet)
| Apertura: - 2002: Universidad Católica - 2003: Cobreloa - 2004: Universidad de Chile - 2005: Unión Española - 2006: Colo-Colo - 2007: Colo-Colo - 2008: Everton - 2009: Universidad de Chile - 2010: Universidad Católica (kun ét mesterskab i 2010) - 2011: Universidad de Chile - 2012: Universidad de Chile - 2013 (Transición): Unión Española (specialsæson grundet skift til efterår-forår modus) - 2013: O'Higgins - 2014: Universidad de Chile | Clausura: - 2002: Colo-Colo - 2003: Cobreloa - 2004: Cobreloa - 2005: Universidad Católica - 2006: Colo-Colo - 2007: Colo-Colo - 2008: Colo-Colo - 2009: Colo-Colo - 2010: Universidad Católica (kun ét mesterskab i 2010) - 2011: Universidad de Chile - 2012: Huachipato - 2013 (Transición): Unión Española (specialsæson grundet skift til efterår-forår modus) - 2014: Colo-Colo - 2015: Cobresal - 2016: Universidad Católica |